# 李彬 (宣德进士)
李彬（1398年—1468年），河南承宣布政使司開封府祥符縣（今河南省開封市）人，明朝政治人物、進士出身。

## 生平
永樂二十一年，鄉試中舉。宣德五年，登進士，授山西道監察御史。正統十一年，改浙江到監察御史。正統十三年，授山東按察使司僉事。